# Solemont
Solemont és un municipi francès situat al departament del Doubs i a la regió de Borgonya - Franc Comtat. L'any 2007 tenia 145 habitants.

## Demografia

### Població
El 2007 la població de fet de Solemont era de 145 persones. Hi havia 54 famílies de les quals 16 eren unipersonals (4 homes vivint sols i 12 dones vivint soles), 17 parelles sense fills i 21 parelles amb fills.
La població ha evolucionat segons el següent gràfic:
Habitants censats

### Habitatges
El 2007 hi havia 67 habitatges, 61 eren l'habitatge principal de la família i 6 eren segones residències. 64 eren cases i 2 eren apartaments. Dels 61 habitatges principals, 57 estaven ocupats pels seus propietaris, 3 estaven llogats i ocupats pels llogaters i 1 estava cedit a títol gratuït; 6 tenien tres cambres, 13 en tenien quatre i 41 en tenien cinc o més. 49 habitatges disposaven pel capbaix d'una plaça de pàrquing. A 22 habitatges hi havia un automòbil i a 34 n'hi havia dos o més.

### Piràmide de població
La piràmide de població per edats i sexe el 2009 era:
| Homes | Edats   | Dones |
| ----- | ------- | ----- |
| 0     | 95 o +  | 0     |
| 0     | 90 a 94 | 0     |
| 0     | 85 a 89 | 0     |
| 0     | 80 a 84 | 4     |
| 0     | 75 a 79 | 0     |
| 0     | 70 a 74 | 0     |
| 4     | 65 a 69 | 4     |
| 4     | 60 a 64 | 0     |
| 4     | 55 a 59 | 0     |
| 0     | 50 a 54 | 8     |
| 20    | 45 a 49 | 4     |
| 4     | 40 a 44 | 4     |
| 12    | 35 a 39 | 16    |
| 4     | 30 a 34 | 4     |
| 4     | 25 a 29 | 4     |
| 0     | 20 a 24 | 8     |
| 20    | 15 a 19 | 16    |
| 16    | 10 a 14 | 16    |
| 4     | 5 a 9   | 8     |
| 4     | 0 a 4   | 0     |

## Economia
El 2007 la població en edat de treballar era de 101 persones, 77 eren actives i 24 eren inactives. De les 77 persones actives 68 estaven ocupades (40 homes i 28 dones) i 8 estaven aturades (4 homes i 4 dones). De les 24 persones inactives 6 estaven jubilades, 5 estaven estudiant i 13 estaven classificades com a «altres inactius».

### Ingressos
El 2009 a Solemont hi havia 60 unitats fiscals que integraven 153 persones, la mediana anual d'ingressos fiscals per persona era de 15.620 €.

### Activitats econòmiques
Dels 2 establiments que hi havia el 2007, 1 era d'una empresa de fabricació d'altres productes industrials i 1 d'una empresa de comerç i reparació d'automòbils.
L'any 2000 a Solemont hi havia 8 explotacions agrícoles.

## Poblacions més properes
El següent diagrama mostra les poblacions més properes.